# Stups, der kleine Osterhase
Stups, der kleine Osterhase ist ein Kinderlied von Rolf Zuckowski aus dem Jahr 1981 über einen tollpatschigen Osterhasen.

## Hintergrund
Stups, der kleine Osterhase wurde von Rolf Zuckowski 1981 für sein zweites Album Rolfs Radio Lollipop, das auf Polydor erschien, aufgenommen. Das Album erschien unter dem Interpretennamen Rolf und seine Freunde. Tatsächlich handelt es sich um Zuckowskis erstes Lied, das sich spezifisch um ein Feiertagsthema dreht, noch vor In der Weihnachtsbäckerei (1987). Das Lied wurde ein Klassiker und wurde auf zahlreichen weiteren Alben von Zuckowski erneut veröffentlicht.

## Inhalt
Das Lied erzählt von einem kleinen Osterhasen, der es gut meint, dem jedoch immer alles schiefgeht. In der ersten Strophe platziert er ein Ei im Schuh von Fräulein Meier, die prompt hineintritt, in der zweiten Strophe fällt er beim Wippen mit dem Stuhl in einen Farbeimer und in der dritten Strophe landet er unter der Henne Tante Berta, die ihn für ein Ei hält und versucht auszubrüten. Die Pointe des Liedes kommt in der letzten Strophe: Am Ende versucht ihn der Osterhasenvater zu schelten, doch er war in seiner Jugend auch nicht besser und so endet das Lied mit dem Sprichwort „Wie der Vater, so der Sohn“.

## Coverversionen und Bearbeitungen
Rolf Zuckowski zitierte seinen Song selbst auf dem Album Bei uns in der Kita (2016), ein Konzeptalbum über das Kita-Leben, bei dem Stups zu Besuch in die Kita kommt. 1997 erschien das Lied erstmals als Bilderbuch mit Illustrationen von Julia Ginsbach. Von dem Buch existieren mehrere Neuauflagen mit unterschiedlichen Illustrationen sowie mit diversen Gimmicks und inklusive Notation. Außerdem wurde es vom Don Bosco Verlag als Kamishibai umgesetzt. 2022 wurde der Song von Universal Music als Lyric Video veröffentlicht.
2014 veröffentlichte das Projekt um Simone Sommerland, Karsten Glück und die Kita-Frösche auf ihrem Album Die 30 besten Oster- und Frühlingslieder eine Coverversion des Stückes.

## Chartplatzierungen
Das Lied erreichte erstmals 2023 die deutschen Singlecharts auf Platz 72. In der Osterzeit 2024 erreichte das Lied mit Platz 39 seine derzeitige Höchstplatzierung.
| Periode   | Höchstplatzierung, GesamtwochenChartsChartplatzierungen (Periode, Platzierungen, Wochen) |
| Periode   | DE                                                                                       |
| --------- | ---------------------------------------------------------------------------------------- |
| 2023      | DE72 (1 Wo.)DE                                                                           |
| 2024      | DE39 (2 Wo.)DE                                                                           |
| 2025      | DE54 (1 Wo.)DE                                                                           |
| Insgesamt | DE39 (4 Wo.)DE                                                                           |